# 盧普切薩維諾河
盧普切薩維諾河是俄羅斯的河流，由摩爾曼斯克州負責管轄，位於科拉半島南部，河道全長22公里、流域面积146平方公里，最終注入坎達拉克沙灣的盧普切灣。